# Dale Thayer
Dale Scott Thayer (né le 17 décembre 1980 à Fountain Valley, Californie, États-Unis) est un lanceur de relève droitier de la Ligue majeure de baseball. 

## Carrière
Repêché au 47e tour de sélection par les Cubs de Chicago à l'issue de ses études secondaires, en juin 1999, Thayer repousse l'offre et entame des études supérieures à la Cal State Chico.
Non retenu lors du repêchage amateur de juin 2002, il est recruté comme agent libre amateur le 25 septembre 2002 par les Padres de San Diego. Encore joueur de Ligues mineures, il est transféré le 15 septembre 2006 chez les Rays de Tampa Bay.
Dale Thayer fait ses débuts en Ligue majeure le 22 mai 2009 et enregistre à cette occasion son premier sauvetage au plus haut niveau. Il fait 11 apparitions en relève pour les Rays en 2009 et une seule en 2010.
Il effectue 11 sorties avec les Mets de New York en 2011 et maintient une moyenne de points mérités de 3,48 mais avec 3 défaites.
En décembre 2011, il rejoint les Padres de San Diego.

## Statistiques
| Saison | Équipe    | G  | GS | CG | SHO | V | D | SV | IP   | SO | ERA   |
| ------ | --------- | -- | -- | -- | --- | - | - | -- | ---- | -- | ----- |
| 2009   | Tampa Bay | 11 | 0  | 0  | 0   | 0 | 0 | 1  | 13.2 | 8  | 4,61  |
| 2010   | Tampa Bay | 1  | 0  | 0  | 0   | 0 | 0 | 0  | 2.0  | 2  | 27,00 |
| Totaux | Totaux    | 12 | 0  | 0  | 0   | 0 | 0 | 1  | 15.2 | 10 | 7,47  |

Note: G = Matches joués ; GS = Matches comme lanceur partant ; CG = Matches complets ; SHO = Blanchissages ; 
V = Victoires ; D = Défaites ; SV = Sauvetages ; IP = Manches lancées ; SO = retraits sur des prises ; ERA = Moyenne de points mérités.